# لطیفه تکین
لطیفه تکین (به انگلیسی: Latife Tekin) نویسنده معاصر ترکیه و خالق کتاب معروف مرگ عزیز بیعار است.

## زندگینامه
لطیفه تکین در ۱۹۵۷ متولد شد. وی تحصیلات خود را در ترکیه به انجام رساند. مرگ عزیز بیعار اولین رمان لطیفه تکین نویسنده ترک است که در زمان انتشار در ترکیه به عنوان یک اثر بزرگ در ادبیات معاصر آن کشور تلقی شد. این کتاب به زبان‌های ایتالیایی، آلمانی، انگلیسی، فرانسه و فارسی ترجمه و چاپ شده‌است.
وی در کتاب‌های خود از سبک واقع‌گرایی جادویی استفاده می‌کند و به فرهنگ عامه مردم آناتولی می‌پردازد.

## آثار
- مرگ عزیز بیعار (۱۹۸۳)
- افسانه‌های برجی کریستین (۱۹۸۴)
- درس‌های شبانه (۱۹۸۹)
- رمان شیشه‌های یخی (۱۹۸۹)

### به فارسی
کتاب مرگ عزیز بیعار با ترجمه جلال خسروشاهی و رضا سیدحسینی، از سوی نشر نگاه چاپ شده‌است.